# Paraliochthonius takashimai
Espèce
Synonymes
- Tyrannochthonius johnstoni takashimai Morikawa, 1958

Paraliochthonius takashimai est une espèce de pseudoscorpions de la famille des Chthoniidae.

## Distribution
Cette espèce est endémique du Japon. Elle se rencontre vers Manazuru.

## Publication originale
- Morikawa, 1958 : Maritime Pseudo-scorpions from Japan. Memoirs of Ehime University, vol. 3, no 2, p. 5-11.